# Ativo

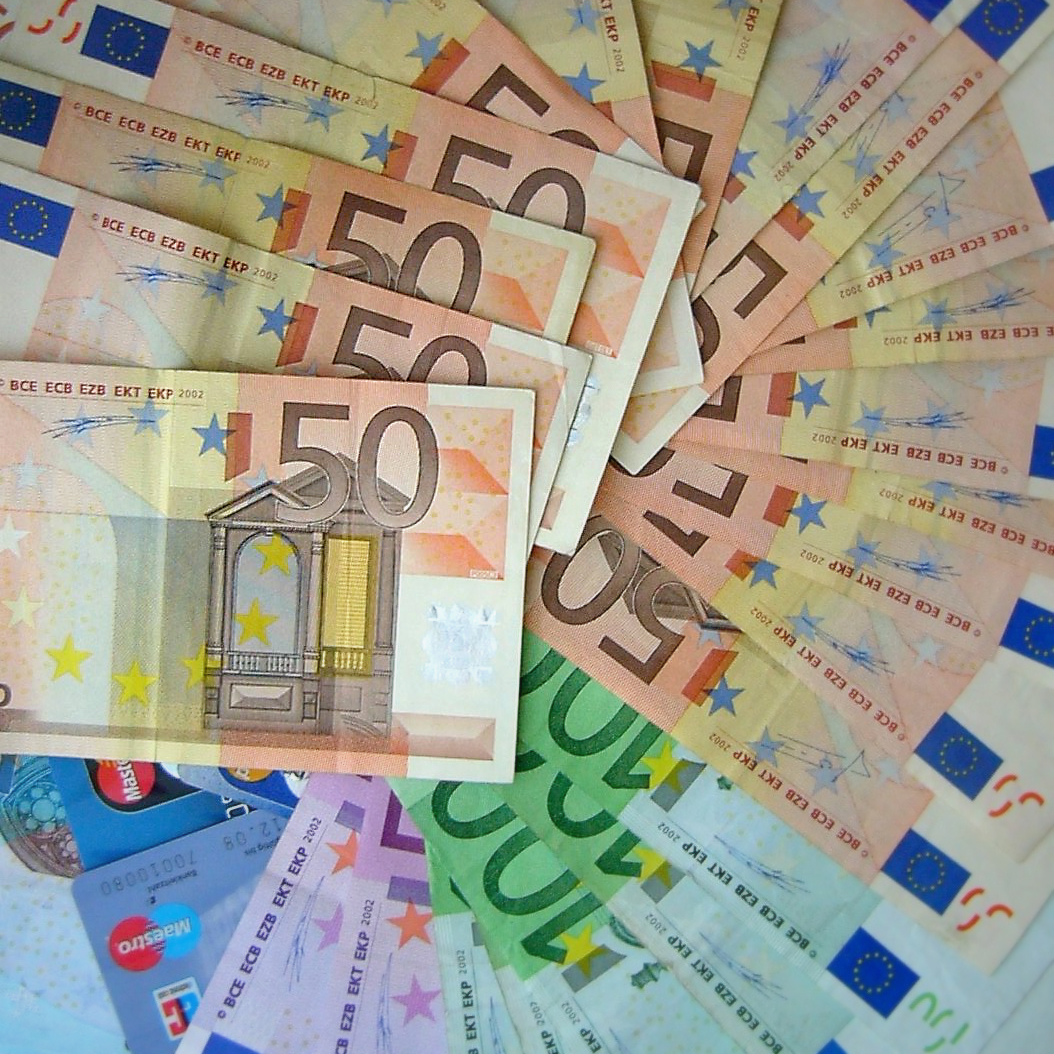
Diferente notas de euro, o dinheiro é considerado um ativo.

Em contabilidade financeira, um ativo é qualquer recurso de propriedade ou controlado por uma empresa ou entidade econômica. É qualquer coisa (tangível ou intangível) que pode ser usada para produzir valor econômico positivo. Os ativos representam o valor de propriedade que pode ser convertido em dinheiro (embora o próprio dinheiro também seja considerado um ativo).
O balanço de uma empresa registra o valor monetário dos ativos de propriedade dessa empresa. Abrange dinheiro e outros valores pertencentes a um indivíduo ou a uma empresa. valor dos ativos de propriedade dessa empresa. Abrange dinheiro e outros valores pertencentes a um indivíduo ou a uma empresa.

## História da definição
Durante muito tempo, os bens do ativo foram definidos como aqueles  sobre os quais a entidade detivesse o direito de propriedade  (escola  personalística da contabilidade). 
Com o advento da corrente patrimonialista, qualquer bem que seja utilizado economicamente pela entidade passou a figurar no ativo. 
Para aqueles bens cuja propriedade não é exatamente da entidade mas estão fazendo parte dos seus ativos, a sua contrapartida figurará no passivo (obrigações), que, geralmente, são "bens" numerários.
Na contabilidade pública brasileira, há grande quantidade de contas de compensação que figuram em ativos para fins de controle e análise, ou seja, independem das relações jurídicas e ecônomicas diretas com um determinado bem.

## Tipos de ativos do balanço patrimonial[3]
O balanço é um documento essencial para a análise financeira. O balanço tem de respeitar a equação fundamental da contabilidade financeira:
Ativo = Passivo + Capital próprio
De acordo com contabilidade financeira, na categoria ativo do balanço patrimonial, as contas contábeis devem estar dispostas em ordem decrescente de grau de liquidez dos elementos nela registrados e divididas em dois grupos principais: ativo não circulante e ativo circulante.

### Ativo circulante
- Estoques
  - Exemplos: matéria-prima, produtos em elaboração, produtos acabados e mercadorias para revenda.
- Dívidas de terceiros de curto prazo
  - Exemplos: dívidas de clientes, títulos a receber de clientes, dívidas de cobrança duvidosa de clientes, dívidas do estado e outros entes públicos.
- Depósitos bancários e caixa
  - Exemplos: depósitos bancários, dinheiro em caixa.
- Acréscimos e diferimentos
  - Exemplos: acréscimos de proveitos, custos diferidos.

### Ativo não circulante
- Imobilizado incorpóreo (ativo intangível)
  - Exemplo: marcas, patentes, softwares.
- Imobilizado corpóreo (ativo fixo ou imobilizado)
  - Exemplos: terrenos e recursos naturais, edifícios e outras construções, equipamentos, ferramentas.
- Investimentos financeiros (ativo financeiro)
  - Exemplos: partes de capital em empresas do grupo, títulos e outras aplicações financeiras (ver Ativo financeiro).
- Dívidas de terceiros de longo prazo
  - Exemplos: dívidas de clientes, títulos a receber de clientes, dívidas de cobrança duvidosa de clientes, dívidas do estado e outros entes públicos.

### Ativo financeiro
Assim são denominados os chamados "Ativos de Papel", negociados primordialmente nos mercados financeiros, como por ex.:
- Ações
- Contratos futuros
- Contrato a termo
- Moedas/câmbio
- Opções
- Títulos  públicos e privados.

### Ativos fixos
Também conhecido como PPE (propriedade, planta [instalação] e equipamento), estes são comprados para uso continuado e a longo prazo na obtenção de lucro em uma empresa. Este grupo inclui como um ativo terra, edifícios, máquinas, móveis, ferramentas, equipamentos de TI, como, por exemplo, laptops, e certos recursos de consumo, como, por exemplo, madeira e minerais. Eles são gastos diante dos lucros ao longo de sua vida útil por meio dos custos de depreciação (com exceção dos ativos de terras). A depreciação acumulada é mostrada em face ao balanço patrimonial ou das notas. Um ativo é um fator importante em um balanço patrimonial.
Há também os chamados ativos de capital em contabilidade gerencial.

### Ativos intangíveis
Ativos intangíveis não possuem substância física e normalmente são muito difíceis de avaliar. Eles incluem patentes, direitos autorais, franquias, juro, marcas registradas, nomes comerciais etc. Estes ativos são (de acordo com o US GAAP) amortizados para despesas de 5 a 40 anos com a exceção de juro.
Websites são tratados diferentemente em países diferentes e podem se enquadrar em ativos tangíveis ou intangíveis.

### Ativos tangíveis
Ativos tangíveis são aqueles que possuem uma substância física, como moedas, edifícios, imóveis, veículos, inventários, equipamentos, coleções de arte, metais preciosos, metais das terras raras, metais industriais e culturas.
A depreciação é aplicada a ativos tangíveis quando esses ativos possuem uma expectativa de vida útil superior a um ano. Este processo de depreciação é usado em vez de alocar a despesa inteira para um ano.
Os ativos tangíveis como arte, mobiliário, selos, ouro, vinho, brinquedos e livros tornaram-se reconhecidos como uma classe de ativos por direito próprio e muitas pessoas de alto patrimônio líquido procurarão incluir esses ativos tangíveis como parte de seus portfólio global de ativos. Isso criou uma necessidade de gerentes de ativos tangíveis.